# Plymouth (Massachusetts)
Plymouth (/ˈplɪməθ/ ⓘ PLIM-əth; történelmileg Plimouth és Plimoth néven is írják) város az USA Massachusetts államában, Plymouth megyében, melynek megyeszékhelye is. Lakosainak száma 61 217 fő (2020. április 1.).
A Greater Bostonban található város kiemelkedő helyet foglal el az amerikai történelemben, folklórban és kultúrában, és „Amerika szülővárosa” néven ismert. Plymouth volt a Mayflower zarándokok által 1620-ban alapított kolónia helyszíne, ahol először alakult meg Új-Anglia. Ez a legrégebbi település Új-Angliában és az egyik legrégebbi az Egyesült Államokban. A város számos kiemelkedő esemény helyszíne volt, az egyik legjelentősebb az első hálaadási lakoma. Plymouth, a Plymouth-kolóniának 1620-as alapításától kezdve egészen a kolónia 1691-es egyesüléséig a Massachusetts-öböl kolóniával, főváros volt. John Smith angol felfedező 1614-es útja során a területet Plymouthnak (a délnyugat-angliai város után), a régiót pedig „Új-Angliának” nevezte el (a hozzá tartozó térképet 1616-ban adták ki). Későbbi véletlen egybeesés volt, hogy a Mayflower egy meghiúsult kísérlet után, amely az 1620-as, Southamptonból induló transzatlanti átkelésre irányult, végül az angliai Plymouthból indult Amerikába.
Plymouth körülbelül 64 km-re (40 mérföldre) délre található Bostontól, a South Shore néven ismert régióban. A 19. században a város a kötélgyártás, a halászat és a hajózás központjaként virágzott, és itt működött a Plymouth Cordage Company, amely korábban a világ legnagyobb kötélgyártó vállalata volt. Továbbra is aktív kikötő, de ma a fő iparág a turizmus. a várost kiszolgálja a Plymouth Municipal Airport, és itt található a Pilgrim Hall Museum, az Egyesült Államok legrégebbi folyamatosan működő múzeuma. Területét tekintve a legnagyobb település Massachusettsben, és a legnagyobb Új-Anglia déli részén. Lakossága 61 217 fő volt a 2020-as amerikai népszámláláskor. Plymouth megye két székhelyének egyike, a másik Brockton.

## Története

### Gyarmatosítás előtti korszak
A zarándokok megérkezése előtt Plymouth helyén a wampanoag törzs Patuxet nevű faluja állt. A területet a plymouthi kolónia megalapítása előtt kétszer is meglátogatták európai felfedezők. 1605-ben Samuel de Champlain francia felfedező elhajózott Plymouth kikötőjébe, és Port St. Louisnak nevezte el. John Smith kapitány a virginiai Jamestownban lévő kolónia egyik vezetője volt, és ő fedezte fel a Cape Cod-öböl egyes részeit, és neki tulajdonítják a régió „New Plimouth” elnevezését.
1614-ben és 1617-ben két járvány sújtotta Új-Anglia partvidékét, amelyek a helyi wampanoag lakosok 90-95%-át megölték. A törzs betegség okozta majdnem megsemmisülése azt eredményezte, hogy a kukoricaföldjeik és a tisztáson lévő területeik megüresedtek, és a zarándokok elfoglalhatták őket.

### Gyarmati korszak

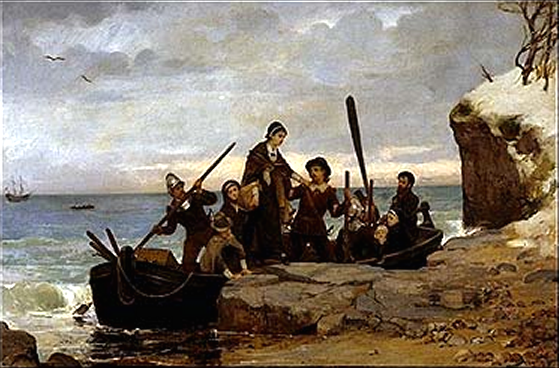
„A zarándokok partraszállása.” (1877), Henry A. Bacon. A hagyomány szerint a zarándokok a Plymouth-sziklánál szálltak partra.

Plymouth nagyon fontos szerepet játszott az amerikai gyarmati történelemben. Ez volt a Mayflower első útjának végső állomása és a Plymouth Colony eredeti településének helyszíne. Plymouthot 1620 decemberében alapították szeparatista puritánok, akik elszakadtak az anglikán egyháztól, mivel úgy vélték, hogy az egyház nem fejezte be a protestáns reformáció művét. Ma ezeket a telepeseket inkább „zarándokok” néven ismerjük, ezt a kifejezést William Bradford alkotta meg.
A Mayflower először 1620. november 11-én horgonyzott le a Massachusetts állambeli Provincetown kikötőjében. A hajó a Hudson folyó torkolatához tartott (amely akkoriban, Új-Amszterdam megalapítása előtt a Virginia gyarmat feltételezett területén volt), de nem ment tovább Cape Codnál. A zarándok telepesek felismerték, hogy nincs engedélyük a térségben való letelepedésre, ezért a partraszállás előtt aláírták a Mayflower Compactot. Felfedezték Cape Cod különböző részeit, és végül a Cape Cod-öböl nyugati részén kerestek megfelelő helyet egy állandó település számára. December 17-én fedezték fel Plymouth kikötőjének védett vizeit. A védett öbölből háromnapos felmérés után megtalálták az új település helyét.
A telepesek hivatalosan 1620. december 21-én szálltak partra. A hagyomány szerint a zarándokok a Plymouth-szikla helyén tették be először a lábukat Amerikába, bár ezt az állítást semmilyen történelmi bizonyíték nem támasztja alá.

## Népesség
A település népességének változása:
| Lakosok száma | 9592 | 56 468 | 61 217 |
|               | 1900 | 2010   | 2020   |